# NGC 1333
NGC 1333 – mgławica refleksyjna znajdująca się w konstelacji Perseusza. Została odkryta 31 grudnia 1855 roku przez Eduarda Schönfelda. Znajduje się w odległości około 720 lat świetlnych od Ziemi w ramieniu Perseusza Drogi Mlecznej.
Mgławica ta jest jednym z najbliższych obszarów formowania się nowych gwiazd, obfitującym w młode gwiazdy. W początkowym etapie swojego życia młode gwiazdy są niewidoczne w świetle widzialnym, gdyż są przesłonięte przez pył; NGC 1333 jest dobrym tego przykładem. Jednak obiekty te można wykryć w świetle podczerwonym. W mgławicy tej zidentyfikowano również kilka obiektów Herbiga-Haro.